# Lophostoma yasuni
Lophostoma yasuni — вид родини листконосові (Phyllostomidae), ссавець ряду лиликоподібні (Vespertilioniformes, seu Chiroptera).

## Середовище проживання
Країни поширення: Еквадор. Цей вид відомий тільки від типу місцевості: Національний Парк Ясуні. Голотип потрапив у пастку в хащах близько 9 м над землею в незайманому лісі. Навколишнє середовище складається з низинних вічнозелених лісів. 

## Звички
Як і інші представники роду, він, ймовірно, харчується комахами всередині лісу.

## Загрози та охорона
Невідомо.